# Стів Зан
Стівен Джеймс «Стів» Зан (англ. Steven James «Steve» Zahn,  народився 13 листопада 1967, Міннесота) — американський комік і актор.

## Ранні роки
Стів Зан народився в Маршаллі (Міннесота), в сім'ї Зелди Зан, яка працювала на  YMCA, і Карлтона Зана, відставного лютеранського пастора. Частину дитинства Зан провів у Манкато, Міннесота, де вчився у початковій школі Кеннеді. Його перша професійна роль була у Блюзі Білоксі, але перша велика роль в кіно була в 1994, коли його помітили і запросили знятися у картині «Реальність кусається» Бена Стіллера. Ранні ролі Зана у кінофільмах і телешоу поєднувалися з гастролями бродвейських мюзиклів. У 1992—1993 роках він виконував роль Г'юго в гастролях мюзиклу «Бувай, бувай пташко!» Томмі Тьюна, з Енн Рейнкінг і Марком Кудішем у головних ролях.

## Кар'єра
В 1995 році Зан грав чоловіка Фібі Буффе — Дункана, — в епізоді телесеріалу «Друзі». Він з'явився в небагатьох фільмах в середині 1990-х, включно з «Те, що ти робиш!» Тома Генкса. Завдяки цим фільмам актор здобув популярність. Потім надійшла пропозиція із «Місто щастя, штат Техас» (1999). Найпопулярніші фільми за його участі були на початку 2000-х, серед них: «Національна безпека» (2003), «Черговий тато» (2003), «Сахара» (2005) і «Бандитки» (2006). Найбільше визнання він отримав за роль в фільмі «Сильна жінка», де грав роль чоловіка-наркомана. Роджер Еберт, Річард Ройпер та Бі-бі-сі заявили, що ця роль заслуговувала Оскара.  Він також брав участь в озвучуванні «Курча Ципи» і «Стюарта Літтла». 
Зан зіграв головну роль в серіалі «Ігри розуму», який вийшов на ABC в сезоні 2013—2014 років.

## Фільмографія
| Рік       | Фільм                              | Роль                     |
| --------- | ---------------------------------- | ------------------------ |
| 1993      | Дощ без грому                      | Джеремі Теннер           |
| 1993      | Дикий пляж                         | Лейн Беллей              |
| 1994-2004 | Друзі                              | Дункан                   |
| 1994      | Реальність кусається               | Семмі Грей               |
| 1994-1995 | Ожилі полотна                      | Крук                     |
| 1995      | Багряний прилив                    | Вільям Барнс             |
| 1996      | В гонитві за сонцем                | Ганс Койман              |
| 1996      | Те, що ти робиш!                   | Ленні Гейз               |
| 1996      | Передмістя                         | Бафф                     |
| 1997      | Не притулятися!                    | Такер                    |
| 1998      | Із Землі на Місяць                 | Елліот Сі                |
| 1998      | Об'єкт мого захоплення             | Френк Генсон             |
| 1998      | Поза полем зору                    | Глен Майклз              |
| 1998      | Ведмежатники                       | Едді                     |
| 1998      | Вам лист                           | Джордж Паппас            |
| 1999      | Сили природи                       | Алан                     |
| 1999      | Фрік говорить про секс             | Фрік                     |
| 1999      | Місто щастя, штат Техас            | Вейн Вейн мл.            |
| 1999      | Стюарт Літтл                       | Кіт Монті (озвучка)      |
| 2000      | Гамлет                             | Розенкранц               |
| 2000      | Недотепи                           | Томас Креск              |
| 2001      | Врятувати невдаху                  | Вейн                     |
| 2001      | Доктор Дулітл 2                    | Арчі (озвучка)           |
| 2001      | Нічого собі поїздочка              | Фуллер Томас             |
| 2001      | Челсі Воллс                        | Росс                     |
| 2001      | Сильна жінка                       | Рей Гасек                |
| 2002-2009 | Дефективний детектив               | Джек Монк мол.           |
| 2002      | Стюарт Літтл 2                     | Кіт Монті (озвучка)      |
| 2003      | Національна безпека                | Хенк Рефферті            |
| 2003      | Черговий тато                      | Марвін                   |
| 2003      | Афера Стівена Гласса               | Адам Пененберг           |
| 2004      | Працівник місяця                   | Джек                     |
| 2004      | Говори                             | Містер Фрімен            |
| 2005      | Сахара                             | Аль Джордіно             |
| 2005      | Курча Ціпа                         | Хрюнь-манюнь             |
| 2006      | Бандитки                           | Квентін Кук              |
| 2007      | Рятівний світанок                  | Двейн                    |
| 2007-2010 | Фінеас і Ферб                      | Свомпі (озвучка)         |
| 2008      | Місяць команчів                    | Гус Маккрей              |
| 2008      | Великий Бак Говард                 | Кенні                    |
| 2008      | Чищення до блиску                  | Мек                      |
| 2008      | Снігова людина                     | Пітер                    |
| 2008      | Мінливі байки: 3 порося та дитина  | Порося Сенд              |
| 2008      | Любовний менеджмент                | Майк                     |
| 2009      | Примарний експрес                  | Пітер Доббс              |
| 2009      | Ідеальна втеча                     | Кліф Андерсон            |
| 2010      | Кельвін Маршалл                    | Суддя Дуг Літтл          |
| 2010      | Щоденник слабака                   | батько Грега             |
| 2011      | Щоденник слабака 2: Правила Родрік | батько Грега             |
| 2012      | Щоденник слабака 3: Собачі дні     | батько Грега             |
| 2013      | Втеча з планети Земля              | Хоук (озвучка)           |
| 2013      | Далласький клуб покупців           | Такер                    |
| 2013      | Лицарі королівства Крутизни        | Ерік                     |
| 2014      | Ігри розуму                        | Кларк Едвард             |
| 2015      | Безглузда шістка                   | Клем                     |
| 2015      | Добрий динозавр                    | Громоклюв                |
| 2015      | Скажені пси                        | Коби                     |
| 2016      | Капітан Фантастік                  | Дейв                     |
| 2017      | Війна за планету мавп              | Погана мавпа             |
| 2017      | Покладіться на Піта                | Сільвер                  |
| 2018      | Блейз                              | нафтовик                 |
| 2019      | Висока дівчина                     | Річі Крейман             |
| 2021      | 8-бітне Різдво                     | Джон Дойл, батько Джейка |
| 2023      | До тебе чи до мене                 | Дзен                     |
| 2025      | Ені-Бені                           | батько                   |
| 2025      | Анаконда                           | Кенні Трент              |